# Kempton (Indiana)
Kempton – miasto w Stanach Zjednoczonych, w stanie Indiana, w hrabstwie Tipton.